# Claire Duysburgh

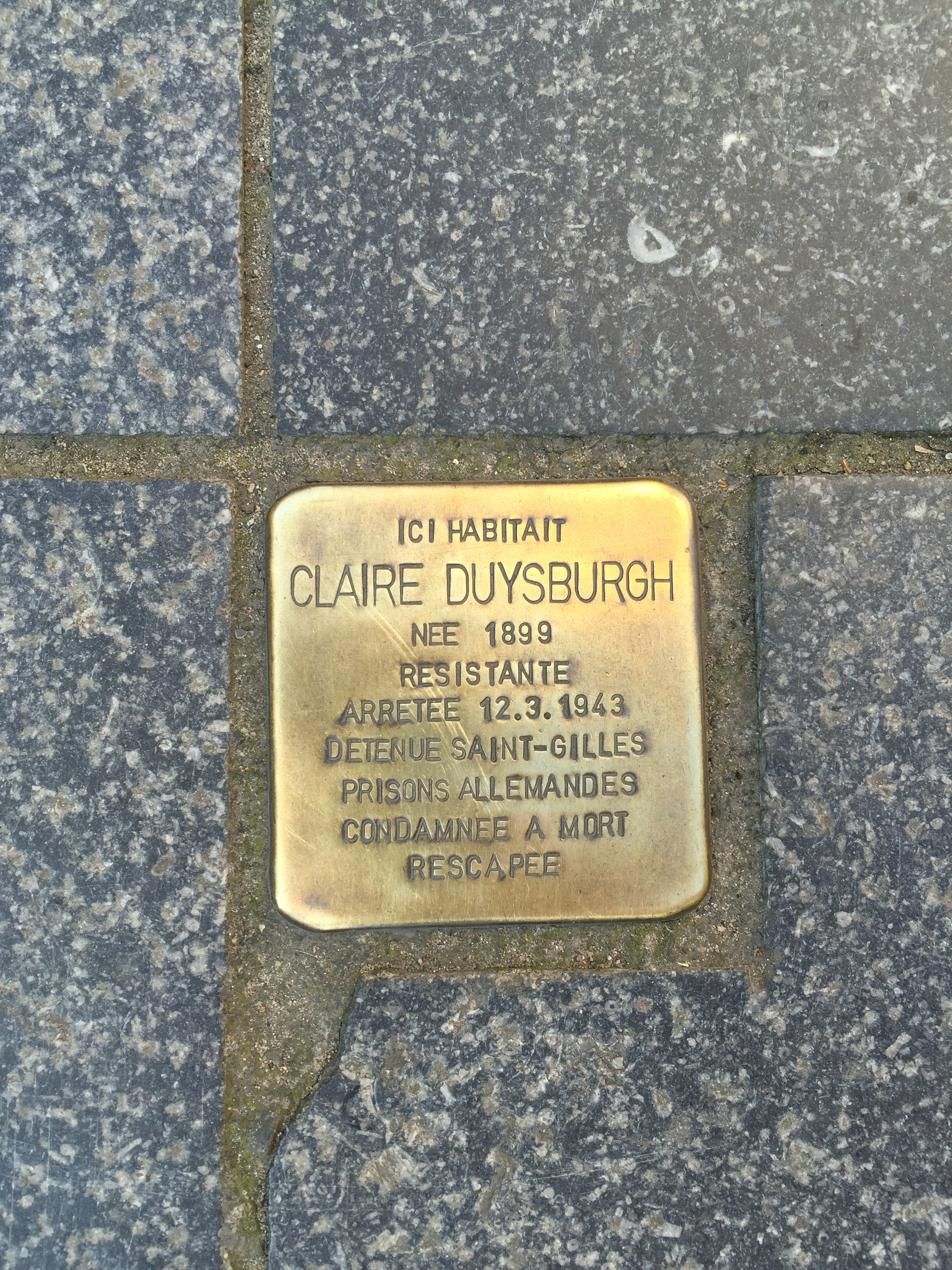
Claire Duysburgh

Claire Duysburgh (1899 - 1980) was een Belgische feministe. Tijdens de Tweede Wereldoorlog was ze lid van het verzet en werd ze gedeporteerd naar de concentratiekampen.

## Biografie
Duysburgh begon in 1919 te werken als secretaresse bij het ministerie van justitie. Later werkte ze op het kabinet van Emile Vandervelde.
Tijdens het uitbreken van de Tweede Wereldoorlog werd ze lid van het verzet en was ze betrokken bij de komeetlijn die trachtte neergeschoten geallieerde piloten te laten vluchten naar het neutrale Spanje.
Duysburgh werd op 12 maart 1943 opgesloten in de gevangenis van Sint-Gillis. Vervolgens werd ze gedeporteerd naar de concentratiekampen. Op 13 september 1944 werd ze veroordeeld tot de doodstraf. In april 1944 werd ze naar München gevoerd om de straf uit te voeren. Geallieerde bombardementen zorgden ervoor dat ze alsnog vrijkwam. Op 24 mei 1945 werd ze gerepatrieerd. Aan haar verblijf in de kampen hield blijvend 45% invaliditeit over.
In 1945 ging ze aan het werk bij het ministerie van oorlogsslachtoffers, in 1948 verhuisde ze naar het ministerie van wederopbouw.
Duysburgh was stichtend lid van de Confédération nationale des Prisonniers politiques et ayants droits, waarvan ze voorzitster werd van de Brusselse afdeling. In 1953 werd ze lid van de loge. Tevens werd ze militante binnen de feministische Groupement belge de la Porte Ouverte. 

In februari 2015 werd ter harer ere een stolpersteine geplaatst ter hoogte van de Regentschapstraat 51 in Brussel, de plek waar ze woonde toen ze door de Duitsers werd gearresteerd.